# Роджак

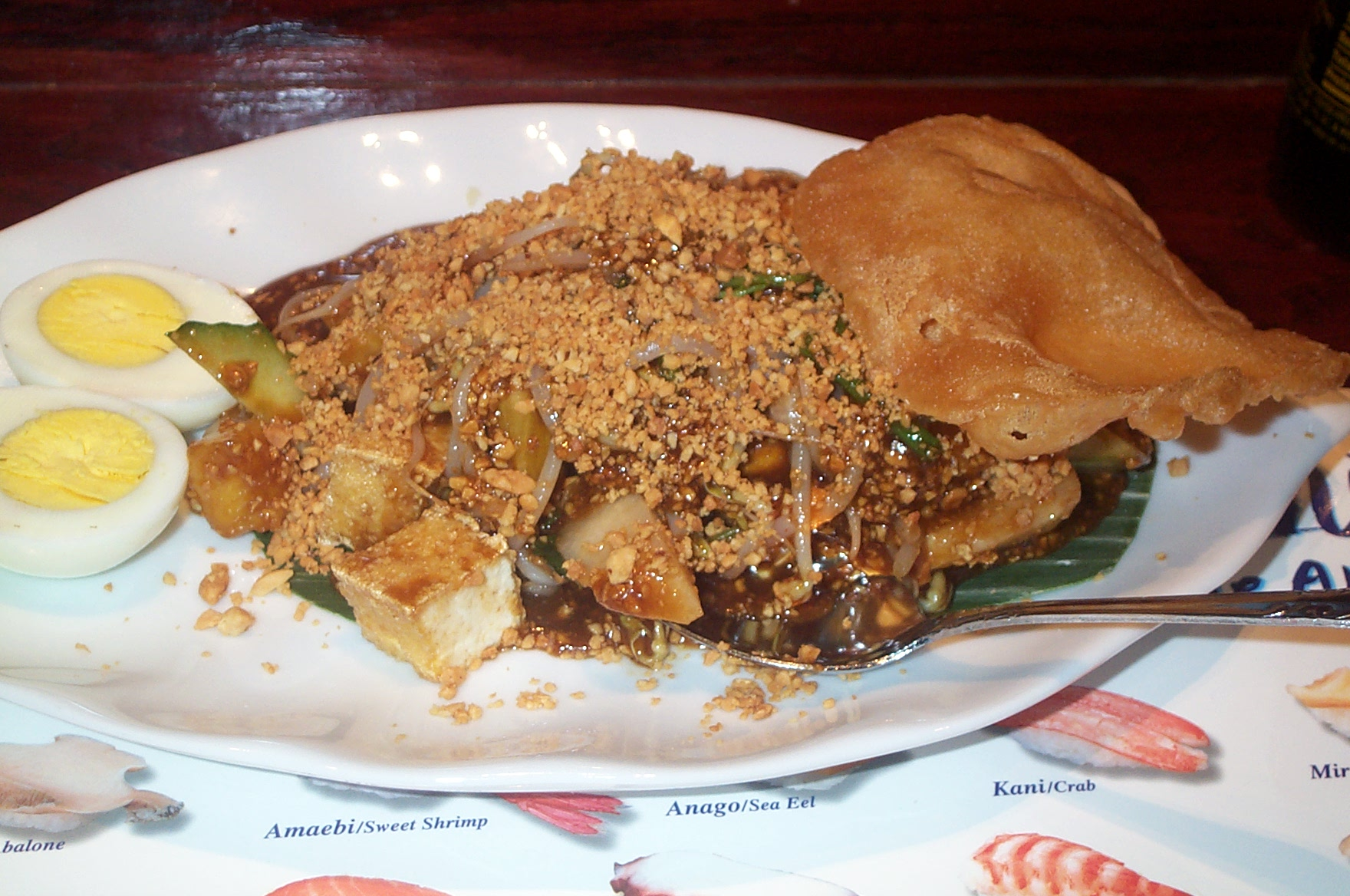
Малайский вариант роджака.

Роджа́к (руджа́к, индон. rujak) — традиционное блюдо малайской, сингапурской и индонезийской кухни, представляющее собой фруктово-овощную смесь на тесте.
Блюдо имеет большое количество региональных вариантов. Так, в Малайзии и Сингапуре роджак, как правило, готовится из творога, фасоли, отварного картофеля, креветок, яиц, бобовых ростков, мяса каракатицы, огурцов, приправляется острым арахисовым соусом; в Индонезии же более популярен «фруктовый» роджак, основными ингредиентами которого выступают тофу и различные тропические фрукты, такие как помело, манго и ананасы. В некоторых регионах существуют сугубо вегетарианские рецепты роджака.
В Малайзии, Индонезии и Сингапуре роджак считается национальным блюдом и массово продаётся уличными торговцами.